# Hayes & Yeading United FC
Hayes & Yeading United FC är en engelsk fotbollsklubb i Hayes i London Borough of Hillingdon, grundad 2007. Hemmamatcherna spelas på Beaconsfield Road. Klubbens smeknamn är United. Klubben spelar sedan säsongen 2019/2020 i Southern Football League Premier Division South.
Klubben bildades den 18 maj 2007 genom en sammanslagning av Hayes och Yeading. Den första säsongen efter sammanslagningen spelade klubben i Conference South (vilket båda klubbarna hade gjort säsongen innan) och slutade på en 13:e plats. Säsongen efter gick man upp till Conference Premier, där man som bäst blev 16:e säsongen 2010/11. Nästföljande säsong åkte man ur och fyra säsonger senare åkte man ur igen och hamnade i Southern Football League Premier Division. Där åkte man ur direkt och ned till Division One East. Efter en säsong där flyttades man över till Isthmian League Division One South Central.